# 朗根布雷塔赫
朗根布雷塔赫是德国巴登-符腾堡州的一个市镇。总面积23.97平方公里，总人口3636人，其中男性1845人，女性1791人（2011年12月31日），人口密度152人/平方公里。